# Girolamo Donnini

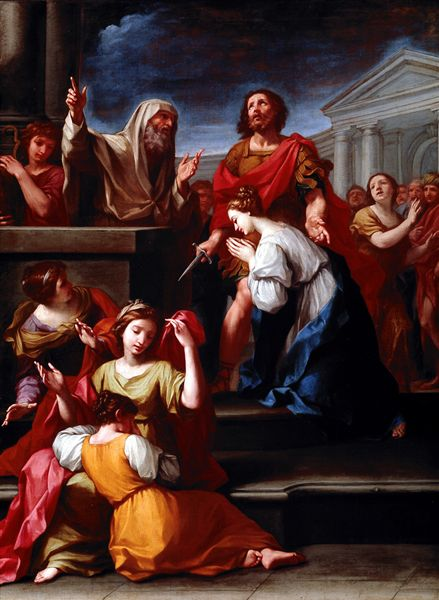
Sacrificio della figlia di Jefté

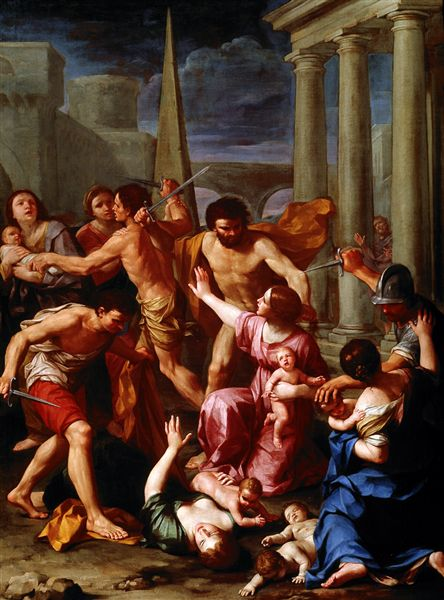
Strage degli innocenti

Girolamo Donnini (Correggio, 18 aprile 1681 – Bologna, 1743) è stato un pittore italiano  del tardo barocco.

## Biografia
Iniziò a dipingere sotto la guida di Francesco Stringa a Modena e successivamente studiò con Giovanni Gioseffo dal Sole a Bologna e con Carlo Cignani a Forlì (1709). Fu proprio Cignani che incise profondamente sul suo stile pittorico, come mostrano le sue opere distribuite in varie città del Nord Italia. A Torino realizzò i dipinti nella cappella di S. Giuseppe nella Basilica del Corpus Domini. Realizzò lavori anche a Pescia (Chiesa delle Salesiane), Rimini (S. Francesco e S. Eufemia), Bergamo, Faenza, Tivoli, Reggio Emilia e in molti altri centri della Romagna, oltre che nella sua città natale di Correggio. Donnini ebbe molto successo tra la nobiltà bolognese, per la quale si specializzò nella produzione di pitture di genere profano.
Ebbe come allievo Francesco Boni, noto come ‘'il Gobbino de' Sinibaldi'’.

## Opere
- Annunciazione (Annunziata delle Orfanelle, Torino)
- San Giuseppe avvertito da un angelo (Corpus Domini, Torino)
- Visitazione (Salesianos, Pescia)
- Visitazione (San Sebastiano, Correggio)
- Sant'Antonio di Padova (San Francesco, Rimini)
- Strage degli innocenti (Fondazione Pietro Manodori, Reggio Emilia)
- Sacrificio della figlia di Jefté (Fondazione Pietro Manodori, Reggio Emilia)
- Vergine con Cristo morto e santi (Santa Eufemia, Rimini)
- Deposizione (Ospedale Maggiore, Bergamo)
- Vergine assunta con i santi Michele, Quirino e Romano (San Quirino, Correggio)
- Vergine col Bambino, San Michele Arcangelo e San Francesco da Paola (San Quirino, Correggio)
- Visitazione e relativo bozzetto (Museo Civico, Correggio)
- San Luigi Gonzaga (Museo Civico, Correggio)
- Sant'Antonio da Padova genuflesso con il Bambino e gli angeli (Museo Civico, Correggio)